# Écomobilité

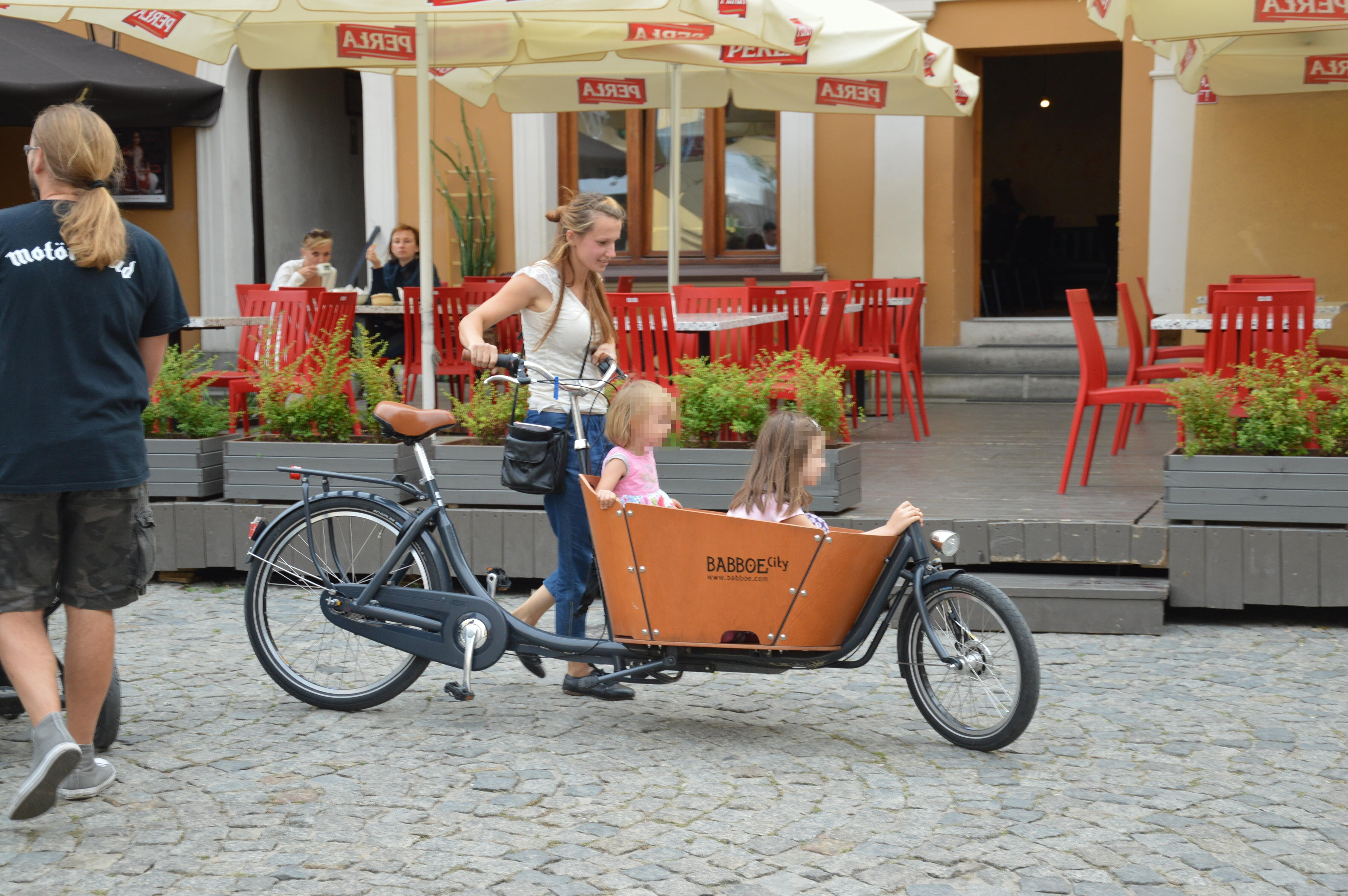
Mère transportant ses enfants dans un vélo cargo, un mode de transport en fort développement dans les pôles urbains.

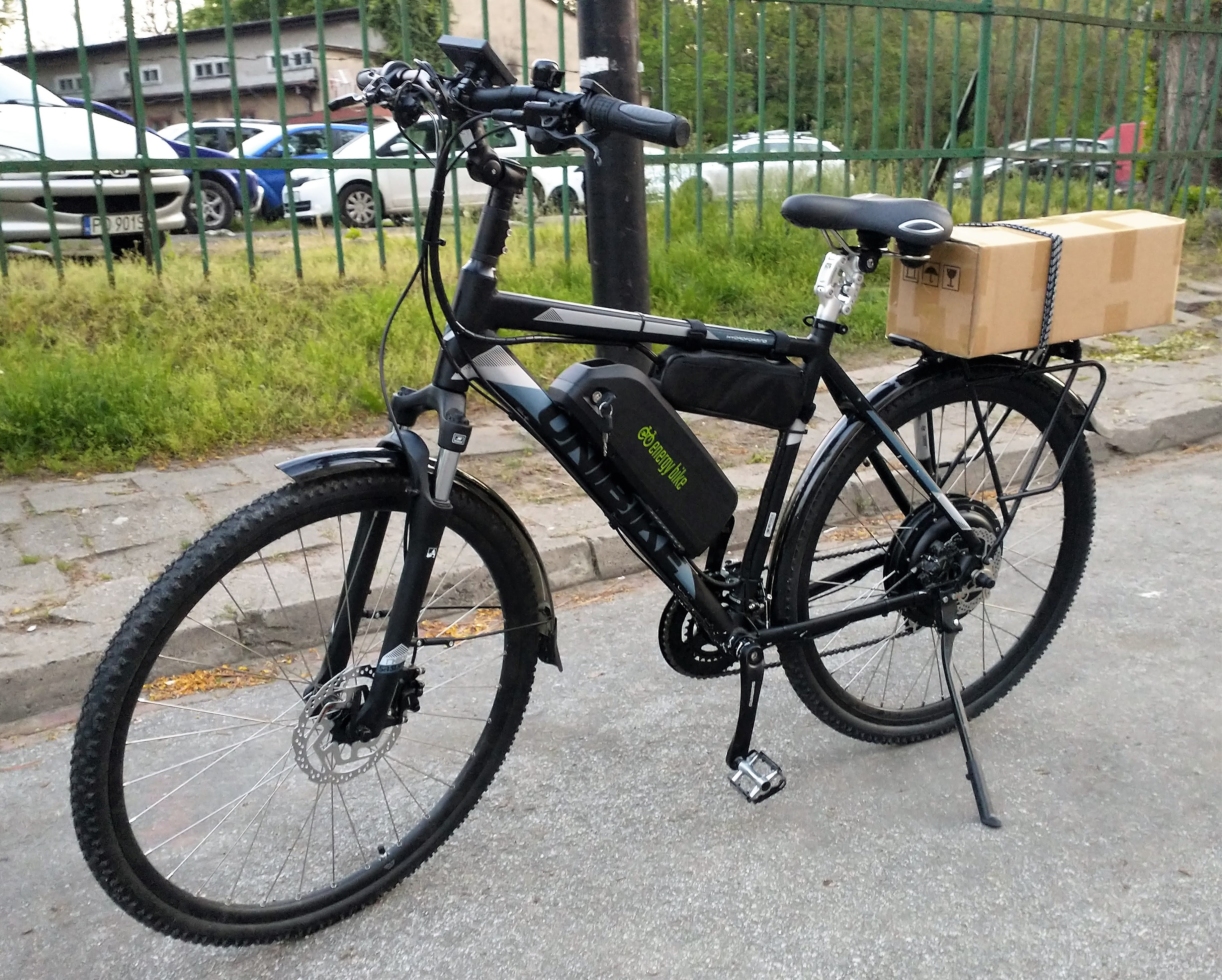
Le vélo à assistance électrique permet d'étendre le rayon d'utilisation du vélo pour les trajets domicile-travail et cible ainsi davantage des utilisateurs périurbains ou éloignés de leur lieu de travail.

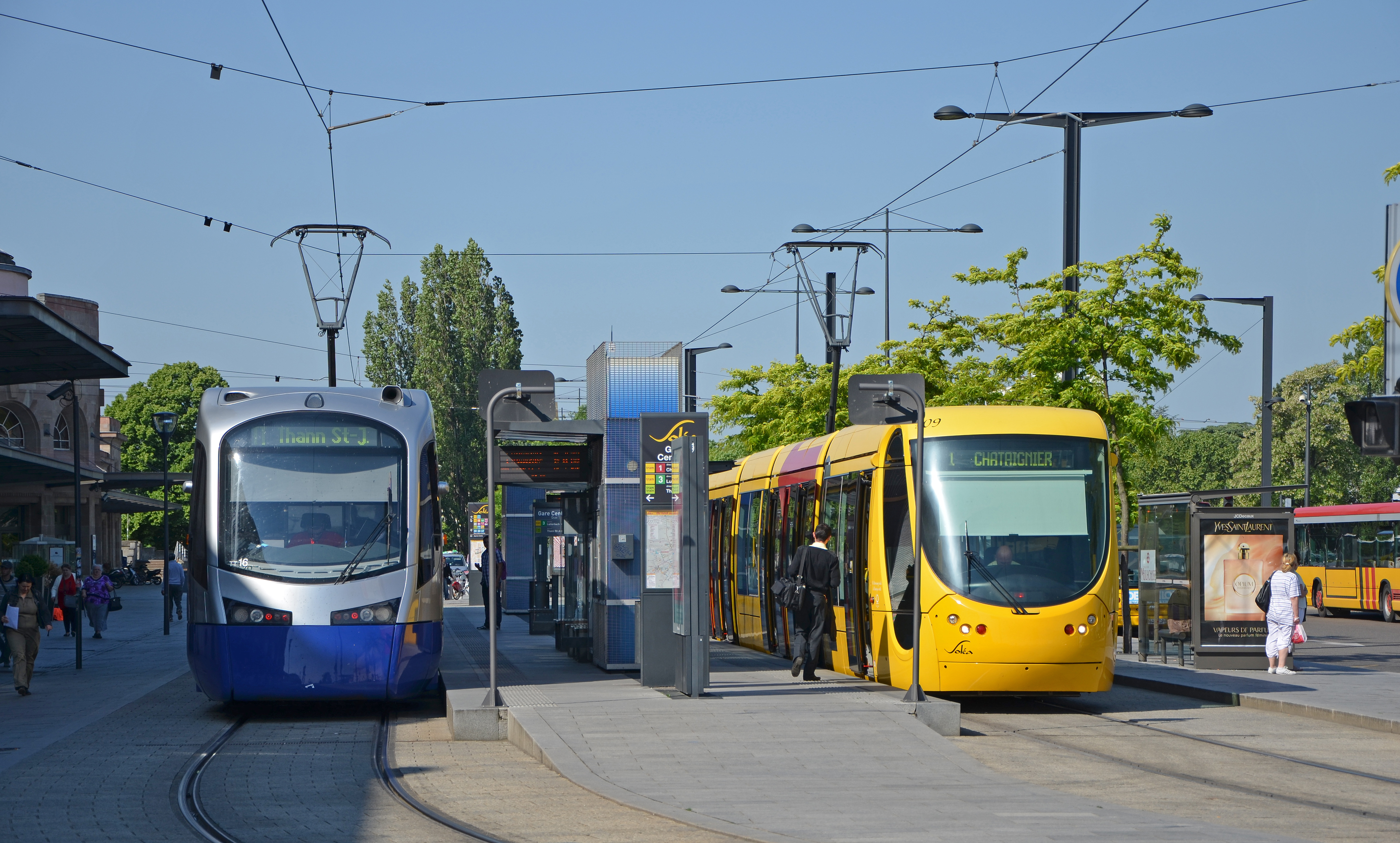
Tramway à droite et tram-train à gauche à Mulhouse. Ce dernier mode de transport circule à la fois sur le réseau de tramway urbain et sur le réseau ferroviaire périurbain, qui se retrouvent ainsi interconnectés.

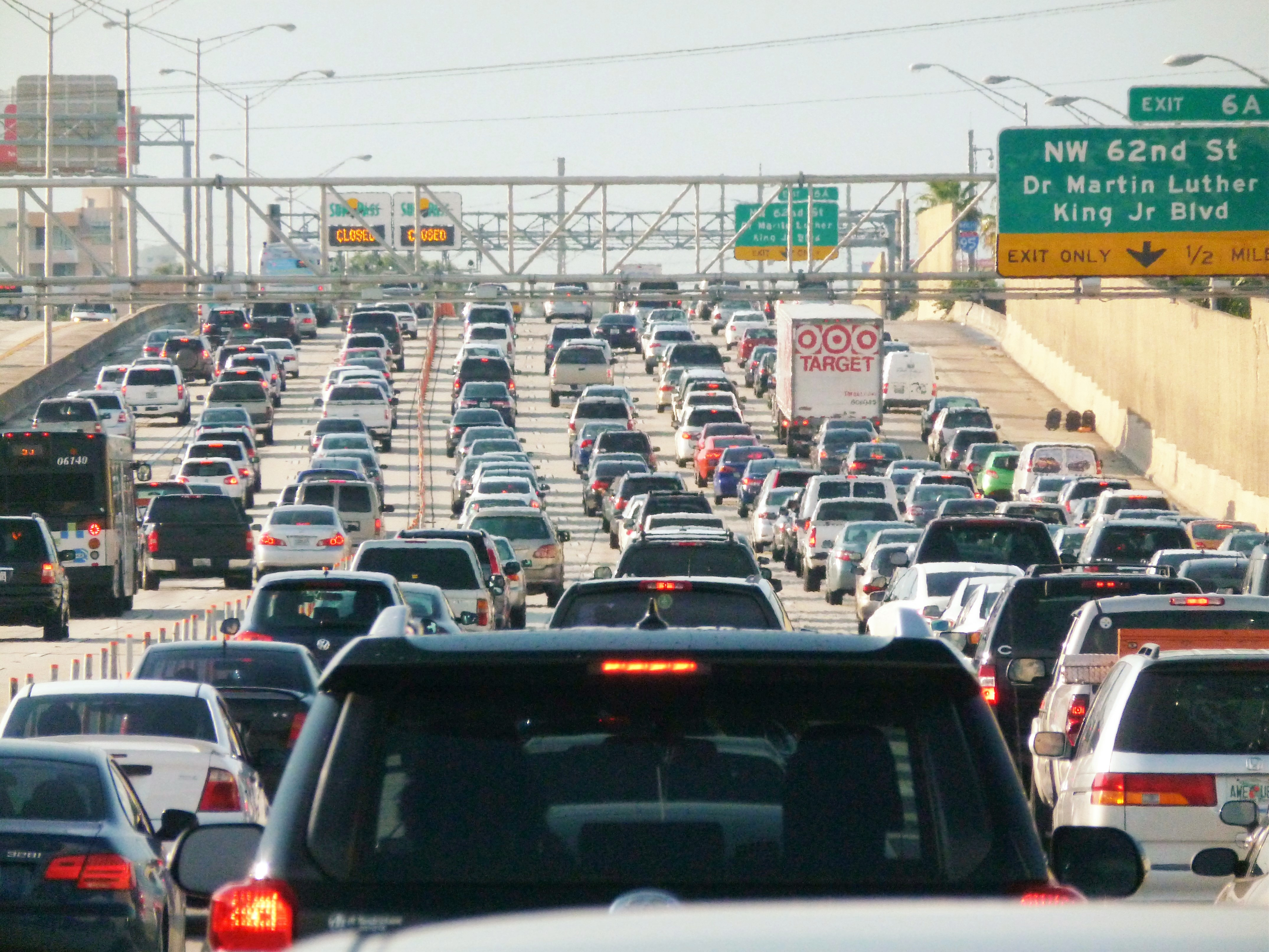
Embouteillage à Miami en heure de pointe malgré la construction de de circulation, une scène habituelle des grandes villes. L'écomobilité cherche des réponses à ce type de problèmes, générés par les modes de transport développés au XXe siècle.

L'écomobilité ou mobilité durable est une notion apparue dans le sillage des questions de développement durable, qui comprend la conception, la mise en place et la gestion de modes de transport moins nuisibles à l'environnement et à la santé humaine, en particulier à moindre contribution aux émissions de gaz à effet de serre et à la pollution de l'air. Dans les pays importateurs de combustibles fossiles, l'écomobilité est également un enjeu important de souveraineté énergétique. Lorsqu'elle repose sur des moyens de transport actifs, elle permet en outre de lutter contre la sédentarité et ses effets négatifs sur la santé publique.
L'écomobilité est plus simple à mettre en œuvre, donc plus souvent pratiquée, en milieu urbain et périurbain qu'à la campagne. Des moyens techniques et des alternatives ont été et sont développés, et des mesures politiques ont montré des effets positifs dans certaines villes ou régions, mais un défi majeur reste la transition écologique, qui implique de mettre en place les conditions du changement et de l'acceptabilité des alternatives aux transports « non durables ». Ces conditions impliquent une mise en œuvre de haute qualité de systèmes innovants et performants, et nécessitent de trouver la confiance et l'acceptation de nombreuses parties prenantes ainsi qu'une participation active. Le covoiturage fait partie des solutions, notamment là où l'offre de services de transport durable est insuffisante.
La relance du transport ferroviaire (train, métro, tramway, tram-train), de la bicyclette et de ses évolutions (vélo à assistance électrique, vélo cargo) figure parmi les mesures mises en œuvre pour lutter contre le changement climatique et la pollution de l'air. En France, elles sont notamment préconisées par l'Agence de l'environnement et de la maîtrise de l'énergie (Ademe). En effet, ces moyens de transport présentent une très bonne efficacité énergétique. D'autres modes de transport économes en énergie comme la trottinette électrique font aussi leur apparition en milieu urbain.

## Enjeux

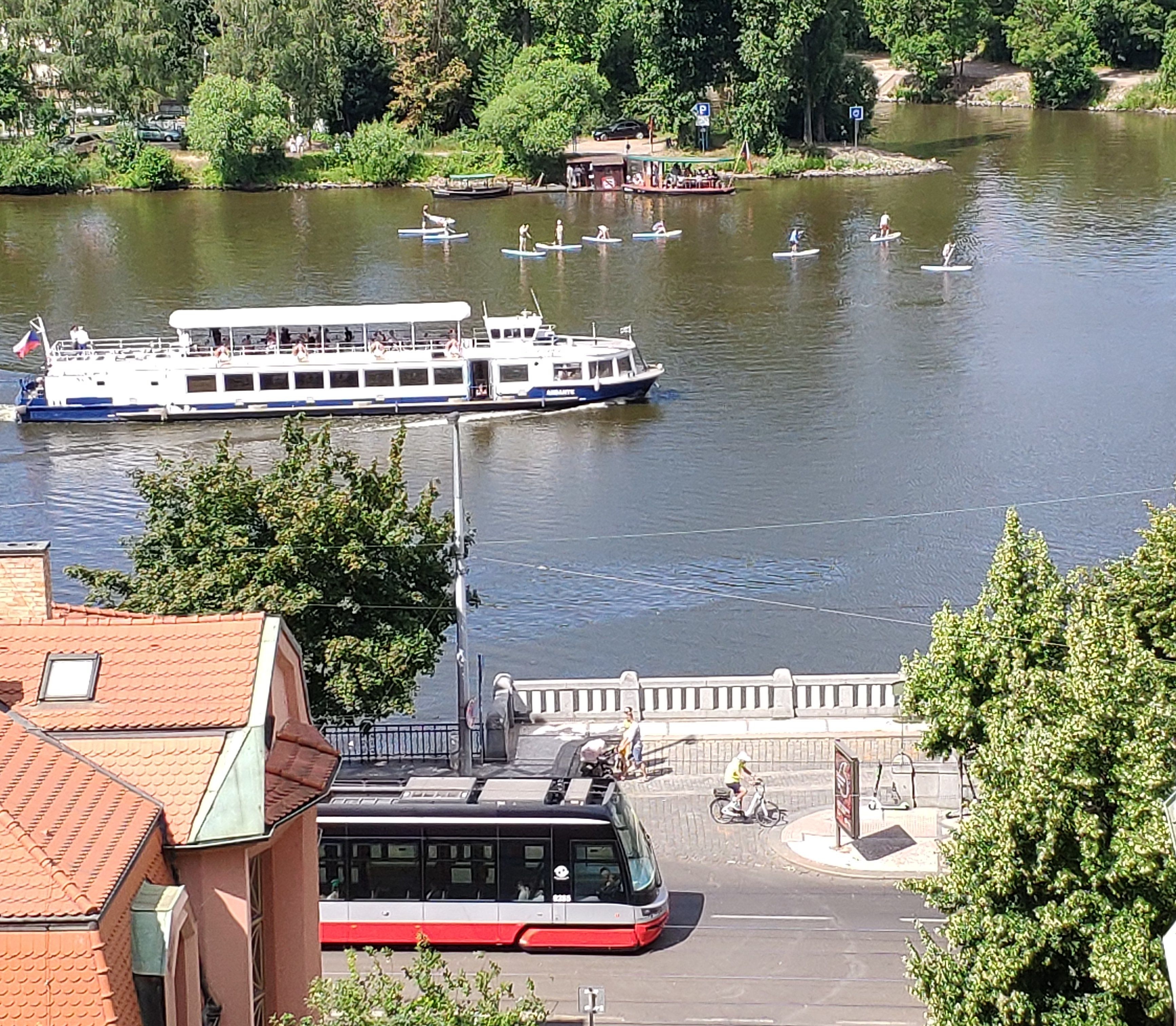
Différents modes de transport à Prague.

L'écomobilité est l'un des objets de la décarbonation des transports, de l'aménagement du territoire et de la gestion du temps (le temps est pour chacun une ressource non renouvelable) les plus souvent traités par les Agendas 21, de l'échelle locale à l'échelle régionale,.
Selon Olivier Dupéron, la mobilité durable (ou écomobilité) « est une notion sans définition consacrée […], mais on la relie généralement à une politique d'aménagement et de gestion du territoire et de la ville […] qui favorise une mobilité pratique, peu polluante et respectueuse de l’environnement et du cadre de vie ».
La discipline scientifique qui traite de ces enjeux est l'écologie des transports.

### Santé
En 2022, 99 % de la population mondiale respire un air dont le niveau de pollution ne respecte pas les normes de l'Organisation mondiale de la santé (OMS). Celle-ci recommande, entre autres, de mettre en place des « systèmes de transport public sûrs et financièrement abordables et des réseaux adaptés aux piétons et aux cyclistes ».
L'OMS considère par ailleurs que la sédentarité est un enjeu de santé publique majeure, et encourage explicitement la pratique de la marche et du vélo pour les adultes et les séniors (65 ans ou plus). D'après l'Agence de l'environnement et de la maîtrise de l'énergie, il faudrait « adopter un mode de consommation et de vie en cohérence avec les impacts qu’[on] génère », par exemple « en privilégiant les modes actifs ».
Le diagramme de Gabrielli-von Kármán montre la bonne efficacité énergétique des trains et des bateaux de commerce. Toutefois, la navigation maritime commerciale, qu'il s'agisse des navires de croisière ou commerciaux, pose un problème majeur de pollution de l'air dans les ports, à cause des fiouls lourds de mauvaise qualité qu'elle emploie et des gaz d'échappement des navires rejetés sans traitement. Dans les ports, où l'on s'attendrait à ce que l'air soit propre, balayé par les vents marins, il s'avère en fait extrêmement pollué par les particules fines.
Plus généralement, la pollution de l'air dans les villes et les campagnes par les oxydes d’azote (NOx) provoque le décès prématuré de dizaines de milliers de personnes dans le monde,. Dans l'Union européenne, 9 % des décès par cancer du poumon sont dus à la pollution de l'air.
En 2024, au sein de l'Union européenne, les camions ne sont soumis à aucune contrainte visant à la diminution de leurs consommations, situation critiquée par les associations de protection de l'environnement,.
Selon l'Öko-Institut, l'Union européenne devrait diminuer ses émissions dues aux transports de 94 % d'ici 2050 pour éviter une augmentation de la température globale de 2 °C ou plus.

### Climat
Entre 2020 et 2021, la hausse des émissions de dioxyde de carbone dues aux transports terrestres a été de 8,9 %.
Le Haut Conseil pour le climat pointe la responsabilité des transports dans les émissions de gaz à effet de serre : « [leur] croissance et l’absence de report modal au bénéfice du rail » compromettent les efforts de réduction des émissions. En matière de mobilité des personnes, le développement du train est une composante nécessaire pour tenir les objectifs de la stratégie nationale bas carbone ; il doit être accompagné d'autres mesures en faveur d'une réduction de la demande, d'un report modal vers des modes de déplacement moins énergivores tels que le vélo et la marche, du covoiturage et d'une amélioration de l'efficacité énergétique des véhicules,. The Shift Project (TSP) mise fortement sur le train pour atteindre les objectifs de décarbonation européens.
Toutefois, pour certaines liaisons nécessitant de gros travaux, la construction du réseau ferré peut entrainer une émission substantielle de CO2. Dans le cas par exemple de la liaison ferroviaire transalpine Lyon - Turin par tunnel, la Cour des comptes européenne estime que le CO2 lié à sa construction ne sera compensé qu'au moins 25 ans après la mise en service de l'ouvrage.
Concernant la décarbonation des transports, l'écocomparateur de l'Agence de l'environnement et de la maîtrise de l'énergie fournit une estimation de la contribution à l'effet de serre de différents modes de transport en France :
| Mode de transport            | kg équivalent-CO2 |
| ---------------------------- | ----------------- |
| Avion (court courrier)1      | 23,0              |
| Moto                         | 19,2              |
| Avion (moyen courrier)1      | 17,8              |
| Avion (long courrier)1       | 15,2              |
| Voiture thermique2           | 13,6              |
| Bus thermique                | 11,2              |
| Scooter et moto légère       | 7,6               |
| Voiture électrique2          | 6,5               |
| TER                          | 2,9               |
| Autocar                      | 2,9               |
| Vélo à assistance électrique | 1,0               |
| Trottinette électrique       | 1,0               |
| RER ou Transilien            | 0,7               |
| Train Intercités             | 0,6               |
| Métro                        | 0,3               |
| Tramway                      | 0,2               |
| TGV                          | 0,2               |
| Vélo, marche                 | 0,0               |

1. L'effet des traînées de condensation est inclus[19].
2. Le chiffre proposé par l'écocomparateur pour les voitures thermiques repose sur l'hypothèse d'un seul occupant. La documentation de la Base Empreinte considère que le taux d'occupation moyen est de 1,6 passagers pour les trajets mixtes[20] ; ce taux a été appliqué dans le tableau ci-dessus.
3. Les émissions associées à la production et à la distribution du carburant et de l'électricité et à la production des véhicules sont prises en compte ; celles liées à la production des infrastructures ne le sont pas.
4. La Base Empreinte fournit des bilans plus précis, qui prennent en compte la distance parcourue[19].

Ce comparateur porte sur les transports en France, où les trains fonctionnent à l'électricité et l'électricité est largement décarbonée. Le bilan serait différent dans d'autres pays. Au Royaume-Uni, seul 42 % du réseau ferré est électrifié. L'électrification du réseau figure parmi les pistes envisagées pour relancer son économie à la suite de la pandémie de Covid-19 et contribuer à l'amélioration du bilan carbone du pays.
Dans un communiqué conjoint, l'Union internationale des chemins de fer (UIC) et l'Union internationale des transports publics (UITP) regrettent que la COP26 ne traite les transports que sous l'angle de la voiture électrique, alors que la décarbonisation ne peut se faire sans le vélo, le rail et les transports en commun.

### Connectivité écologique et emprise au sol
Des enjeux de connectivité écologique apparaissent, selon que les voies utilisées pour les transports ont un faible impact pour la biodiversité ou sont au contraire source de fragmentation écologique, et souvent de pollution lumineuse (elle-même source de fragmentation). Ainsi, une passerelle à gibier construite au-dessus de l'autoroute A4 dans le col de Saverne sert aux randonneurs plus qu'à la faune sauvage, faute d'une conception adaptée et d'autres moyens d'échange de population entre les Vosges du Nord et le reste du massif.
Selon David Banister, la transition écologique implique de mettre en place les conditions du changement et de l'acceptabilité des alternatives aux transports « non durables ». Le rail bénéficie certes d'une efficacité énergétique exceptionnelle, mais les doubles clôtures des lignes à grande vitesse le rendent écologiquement fragmentant. À titre d'exemple, la population des environs de Nuremberg s'oppose à la construction d'une usine de réparation des trains à grande vitesse (ICE) longue de 3 à 4 km et large de 300 à 500 m au motif qu'il s'agit d'une immixtion importante dans la nature, même si par ailleurs les installations ferroviaires contribuent à réduire l'emprise au sol des transports. Cela illustre le problème de l'acceptabilité locale.
La totalité des rues, routes et parkings en France occupe une surface de 17 000 km2,.
Selon une étude de l'Office allemand pour l'environnement, dans les villes (de 100 000 habitants ou plus), le nombre de voitures ne devrait pas dépasser 150 véhicules pour 1 000 habitants. Il faut renforcer l'offre en transports en commun, complétée par des voitures en autopartage. Les espaces de rue ou de parking ainsi gagnés peuvent devenir des espaces verts, ou des terrains à construire. En outre, ces mêmes villes devraient proposer des voies pour les vélos et les piétons.
Le groupement allemand Alliance pour le rail (de) rappelle que les infrastructures ferroviaires sont certes beaucoup moins dévoreuses d'espace que ne le sont les constructions routières. Mais le problème réside dans le fait que les espaces naturels doivent s'effacer devant les coups de boutoir constamment portés par la totalité des infrastructures liées aux transports, qui occupent actuellement 5 % de la surface de l'Allemagne. L'association France Nature Environnement souligne que les mesures de compensation environnementale, pourtant prévues dans le cadre des grandes infrastructures, fussent-elles ferroviaires, peinent à voir leur concrétisation. D'anciens sites industriels ont vu leur sol pollué à la créosote (par exemple à Steinbourg ou Neuf-Brisach), tandis que les anciennes traverses de chemin de fer sont réutilisées çà et là, souvent dans les jardins, en dépit de leur dangerosité.

### Urbanisme

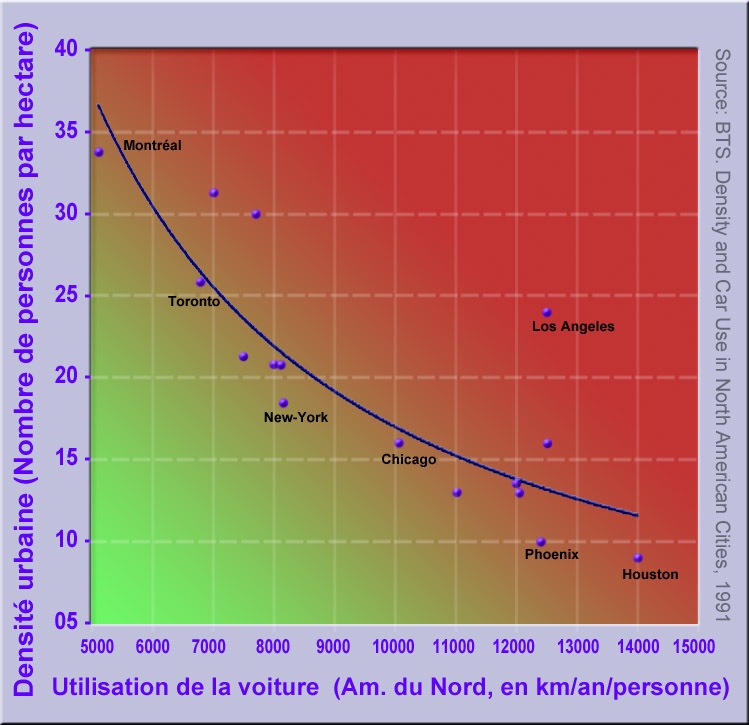
L'étalement urbain favorise de facto l'automobile.

L'urbanisme (avec l'aménagement du territoire) est indissociable des mobilités durables. La fédération France Nature Environnement invite à se mobiliser contre la disparition des centres-villes dans les petites et moyennes villes. Une clé du maintien d'une activité en centre-ville est le développement de l'offre de transport en commun. Au contraire, leur disparition est aggravée par la construction de centres commerciaux hors des villes.
Les enjeux liés à l'urbanisme sont le développement d'espaces de coworking, ainsi qu'un meilleur accès aux services publics, aux commerces et aux infrastructures de transport en commun.
Une densité de population élevée peut favoriser l'utilisation de modes de transport plus durables. Selon Vincent Viguié, chercheur au Centre international de recherche sur l'environnement et le développement, il est plus difficile d'avoir un mode de vie à faible empreinte environnementale à la campagne qu'en ville,.
L'écomobilité mobilise les notions de service et de forme urbaine, de sécurité, de moindre pollution, d'économies d'énergie et donc d'éthique de l'environnement, mais aussi d'appropriation du sujet, de gestion du temps, de santé publique et de qualité de vie. David Banister (sv) invite ainsi à « planifier mieux pour voyager moins ».
L'écomobilité vise notamment à réduire la dépendance de la société vis-à-vis de l'automobile et de son usage individuel,. Une étude de la direction générale du Trésor d'avril 2021 estime qu'un péage urbain bien conçu peut réduire la circulation de 20 % sans poser de problème d'acceptabilité sociale insurmontable ; cet avis est partagé par la Fédération nationale des associations d'usagers des transports (FNAUT), qui réfute le caractère antisocial d'une telle mesure.
Les trajets longs du quotidien comprennent des déplacements reliant les territoires de forte densité (pour lesquels des solutions d'écomobilité sont utilisées), des déplacements reliant les territoires de faible densité (le covoiturage et les transports à la demande sont alors bien adaptés) et des déplacements reliant les territoires de faible densité aux territoires de forte densité, où les bus à haut niveau de service (bus rapid transit ou BRT) — y compris sur autoroute — sont appelés à jouer un rôle grandissant.
« Refuser tout nouveau projet d’infrastructure routière » est un exemple d'action prônée par TSP.

### Types de déplacements et véhicules concernés
Les expressions « écomobilité » et « mobilité durable » recouvrent des regroupements flous ; les véhicules concernés incluent notamment les véhicules à propulsion humaines (bicyclette et autres cycles, patinage à roulettes, trottinette, skateboard) mais aussi les transports motorisés ou assistés présentant un impact faible sur l'environnement (véhicules dits « propres »).
On retrouve notamment la marche à pied, le vélo et les véhicules dérivés du vélo (vélomobiles, vélo-taxis ou vélo cargos), les gyropodes, les transports en commun et le covoiturage.
La micromobilité comprend l'ensemble des véhicules de faible poids, souvent motorisés. Il peut s'agir de véhicules privés ou de systèmes en libre service qui intègrent de petits véhicules électriques comme des trottinettes électriques ou des vélos à assistance électrique (VAE), ainsi que les interfaces de communication[Quoi ?], sous forme d'applications ou d'écrans intégrés.
Pour les longues distances, des solutions anciennes rénovées sont citées : ballon dirigeable essentiellement pour les charges lourdes ou volumineuse, bateau à voile ou équipé de panneaux solaires ou, dans un domaine qui relève encore de la recherche, des avions ou véhicules solaires essentiellement là où ce type d'énergie est fréquemment disponible (entre autres les régions désertiques).
Selon l'Agence de l'environnement et de la maîtrise de l'énergie (Ademe), « Dès que cela est possible, mieux vaut prendre le train que la voiture », pour des raisons d'économie d'énergie et de qualité de l'air.
L'intermodalité constitue la clef de l'écomobilité, surtout pour les moyennes et longues distances, qui permet un changement simple de mode de transport. Elle peut être facilitée par des dispositifs tels que les vélos en libre-service.

### Sociologie
La transition vers une économie bas-carbone pourrait affecter négativement jusqu'à 40 % de la population suédoise, estime le Stockholm Environment Institute, selon ses revenus, types de logement et accès aux modes de transport alternatifs. Les ménages vivant en zones peu denses ou près du seuil de pauvreté ou d'exclusion sociale risquent davantage de voir leurs revenus ou accès aux transports réduits, et de peu profiter des réductions de pollutions de l'air ou sonore. Les politiques publiques de transition devraient donc prendre en compte ces groupes variés et leurs empreintes climatiques respectives. Faute de cela, les inégalités sociales seraient exacerbées et la décarbonation des transports risquerait d'être perçue comme injuste et d'être politisée.
Dans une revue de la littérature en 2014, les consultants Starkey et Hine ont identifié plusieurs points clés sur le lien entre la pauvreté et le développement des transports à l'échelle mondiale. Les populations les plus pauvres vivent en milieu rural, où les routes sont parfois mal entretenues, voire inexistantes ; les habitants n'ont pas toujours de voiture et ont rarement accès à des transports en commun, et lorsque c'est le cas il s'agit d'opérateurs privés, parfois liés aux cartels, et dont les tarifs sont plus élevés qu'en ville. Dans ces milieux, la priorité reste la construction de route en participation avec les habitants ; imposer des tarifications des transports en commun peut avoir des effets négatifs en provocant la fuite des opérateurs privés, dont certains habitants sont dépendants, ou une réduction du service dans le cas des transports publics, faute d'investissements suffisants. En ville, les plus pauvres se déplacent à pied ou à vélo pour des déplacements de moins de 8 km, et n'ont que peu de trottoirs et de pistes cyclables, souvent de mauvaise qualité et occupées par des stationnements et des commerces, car les politiques de transport ont historiquement favorisé la mobilité des plus riches, en particulier les personnes possédant des voitures, par la construction principalement de routes et de voies rapides. Un obstacle au développement du vélo, outre les dangers de la route, est la facilité et la fréquence des vols. Pour les déplacements plus longs, les plus pauvres utilisent les bus, souvent trop pleins et bloqués par la circulation automobile, dont l'augmentation est due à l'étalement urbain, créant des zones de faible densité. La pollution de l'air se fait sentir surtout parmi les populations les plus pauvres, qui vivent aux endroits les plus pollués et ont moins d'accès aux soins. La construction de transports en commun peut avoir des effets bénéfiques sur la pauvreté par la création d'emploi (presque exclusivement pour les hommes), mais également des effets négatifs dus à l'éviction d'une partie de la population. La planification des transports est améliorée par la concertation avec les habitants et communautés locales, en particulier les femmes, les personnes handicapées et les plus pauvres, qui ont le plus besoin des transports publics ; des approches mises en avant sont le développement le long des axes de transports en commun et la tarification des véhicules motorisés et des stationnements. Une difficulté dans la construction d'aménagements est qu'il s'agit souvent d'une responsabilité politique partagée entre différentes institutions.

## Promotion de l'écomobilité

### Contenu, principes

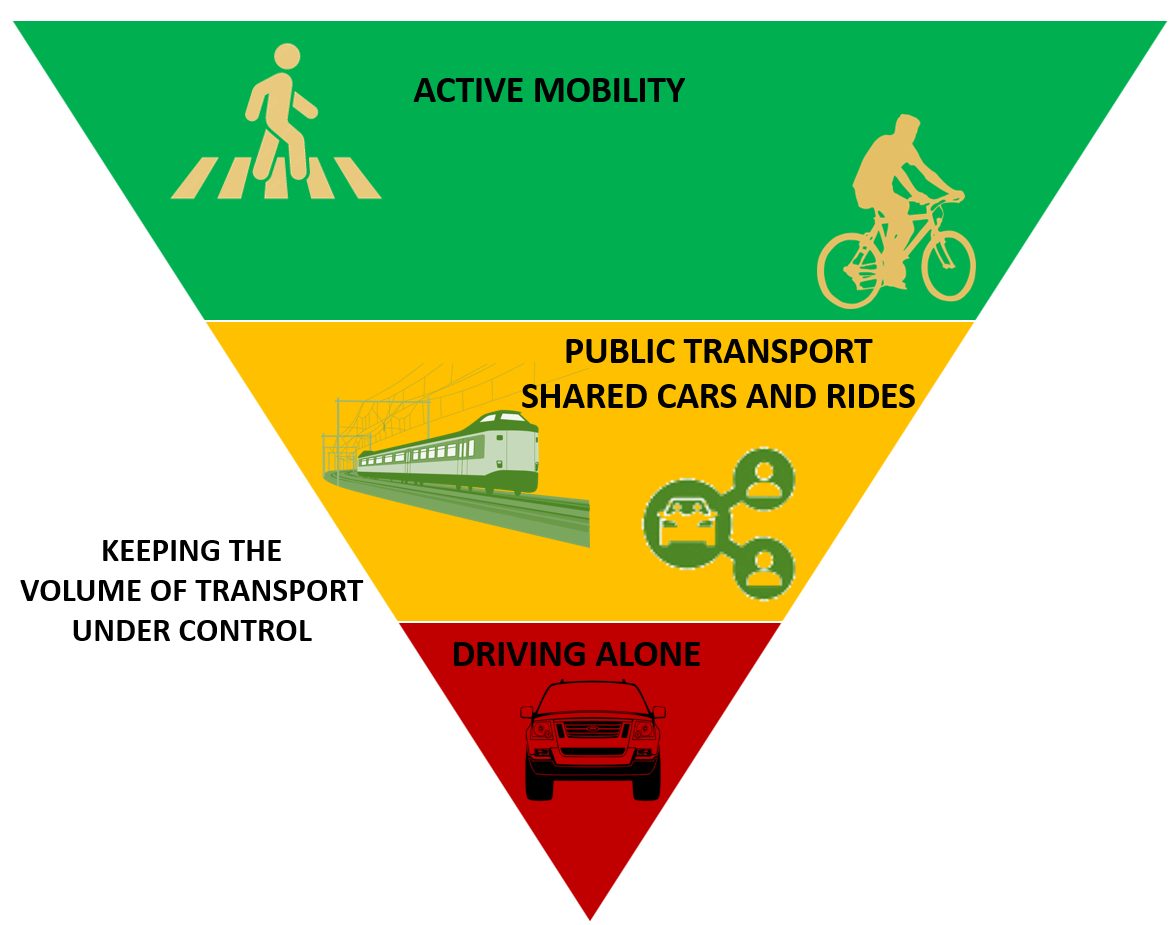
Pyramide inversée de la mobilité,,.

Les pouvoirs publics, en partenariat avec les associations, s'attachent par les études d'écomobilité puis la mise en place de solutions à diminuer la pollution routière et à gérer les pics de pollution et l'engorgement, qui dégradent la qualité de vie, la santé humaine et les écosystèmes. En s'appuyant sur les données locales et des observatoires de la mobilité, un état des lieux, régulièrement mis à jour, permet de lister les enjeux et les répercussions sur la population, la vie sociale, l'économie, le système de santé. Ils redéfinissent par exemple les trajets domicile-école sans surcoût économique pour les ménages.
La pyramide inversée de la mobilité proposée par le projet européen Share North promeut la mobilité partagée dans la région de la mer du Nord.

### Domaines d'application
L'éducation à l'environnement et au développement durable, plus spécifiquement aux mobilités durables, est un outil permettant de promouvoir l'écomobilité.
Les alternatives au transport physique (télétravail, coworking, tiers-lieux de proximité, etc.) peuvent limiter les déplacements subis, limiter les embouteillage et améliorer l'environnement et la qualité de vie, par le gain de temps et d'argent (y compris en période de crise),.
Les alternatives à la voiture peuvent permettent d'atténuer les effets négatifs du transport sur l'environnement.

### Cadres d'application
On distingue des cadres généraux comme le développement durable, la transition énergétique et écologique, et des cadres réglementaires ou incitatifs européens, dont les programmes européens REVERE (« Réseau vert européen »), FEDER et Interreg. L'écomobilité est aussi promue dans le cadre de projets plus régionaux et locaux (Agenda 21 local, Plan climat, plans de déplacement urbain ou d'entreprise, etc.). L'Association européenne des voix vertes publie une première déclaration pour un « réseau vert européen » à Lille en 2000, puis une seconde en 2010 à Madrid.

## Mesures proposées
L'évitement du trafic, le changement de mode de transport et les améliorations techniques sont recherchés par l'écologie des transports. Cela consiste en premier lieu à réduire la demande de transport, puis à promouvoir l'intermodalité ou le transport intermodal, et enfin à améliorer techniquement les véhicules et l'énergie qu'ils consomment.
L'Agence européenne pour l'environnement considère que, pour importante qu'elle soit, la technique ne peut seule relever les défis environnementaux que posent les transports. D'autres mesures, telles que la diminution du volume des transports ou l'intermodalité, s'avèrent indispensables. L'agence attire l'attention sur trois points qui lui semblent essentiels : l'urbanisme et les transports ; le transport et la mondialisation de la production alimentaire ; l'aviation et le tourisme.

### Volume de transport
Le volume de transport relève de la sobriété. Mais l'association négaWatt distingue plus généralement quatre types de sobriété, qui peuvent tous s'appliquer aux transports : sobriété structurelle (ou sobriété organisationnelle, par exemple penser un aménagement urbain pour réduire les distances à parcourir pour aller travailler), sobriété dimensionnelle (choisir des équipements proportionnés à leur usage réel, par exemple en optant pour un véhicule dont la taille, la puissance et le poids correspondent aux besoins effectifs de déplacement), sobriété d’usage (utilisation raisonnée des équipements afin d’en limiter la consommation, par exemple en adoptant une conduite plus économe) et sobriété conviviale (ou sobriété partagée, favorisant l’usage collectif des ressources et infrastructures, par exemple en développant le covoiturage ou l’autopartage).
En France, en 2017, 48,8 % des trajets domicile-travail d'au plus 1 km sont réalisés en voiture. Cette part s'élève à 60 % pour les trajets d'au plus 5 km, qui représentent un tiers des déplacements totaux. Au-delà de 5 km, le recours à la voiture dépasse 80 %.
En 2019, les Français ont réalisé en moyenne 6,3 voyages à plus de 80 km de leur domicile.
Le taux d'occupation moyen des voitures est de 1,58 passager en France.
Selon Tight et al. (2004), un enjeu est de découpler la croissance économique de celle des transports, y compris en Europe selon Dominic Stead et David Banister.
Dans une économie qui repose sur le pétrole, le volume de transport devrait finir par baisser à la suite de l'épuisement des réserves d'hydrocarbures ou du fait de la lutte contre le réchauffement climatique s'accompagnant d'une réduction des émissions de CO2. Pour améliorer le bilan environnemental du transport, plusieurs pistes sont envisagées, parmi lesquelles une plus grande sobriété énergétique. Celle-ci peut être obtenue par la diminution des distances parcourues (le télétravail pouvant y contribuer), et par l'efficacité énergétique qu'apporte l'amélioration des moteurs, mais aussi l'intermodalité. En effet, « […] toute nouvelle technologie a […] un impact sur l'environnement […]. Elle ne peut s'imaginer sans un changement de comportement (covoiturage, multimodalité, etc.). La réduction de l'impact environnemental du secteur de la mobilité serait alors plus efficace et plus massive. ». Ces facteurs peuvent contribuer à diminuer l'impact environnemental du transport routier, qui implique aussi d'agir sur la fragmentation écologique par les voies de circulation, et les microplastiques libérés par l'usure des pneus (voir Impact environnemental du transport routier : chaussée).
Selon l'Agence européenne pour l'environnement, il faut diminuer les voyages en avion, voire utiliser des modes de transports plus respectueux de l'environnement. Si le rythme de croissance actuel de l'aviation se poursuivait au niveau mondial, cette dernière représenterait 20 % des émissions de CO2 en 2050 selon le site écologiste Reporterre.

### Intermodalité et transport intermodal

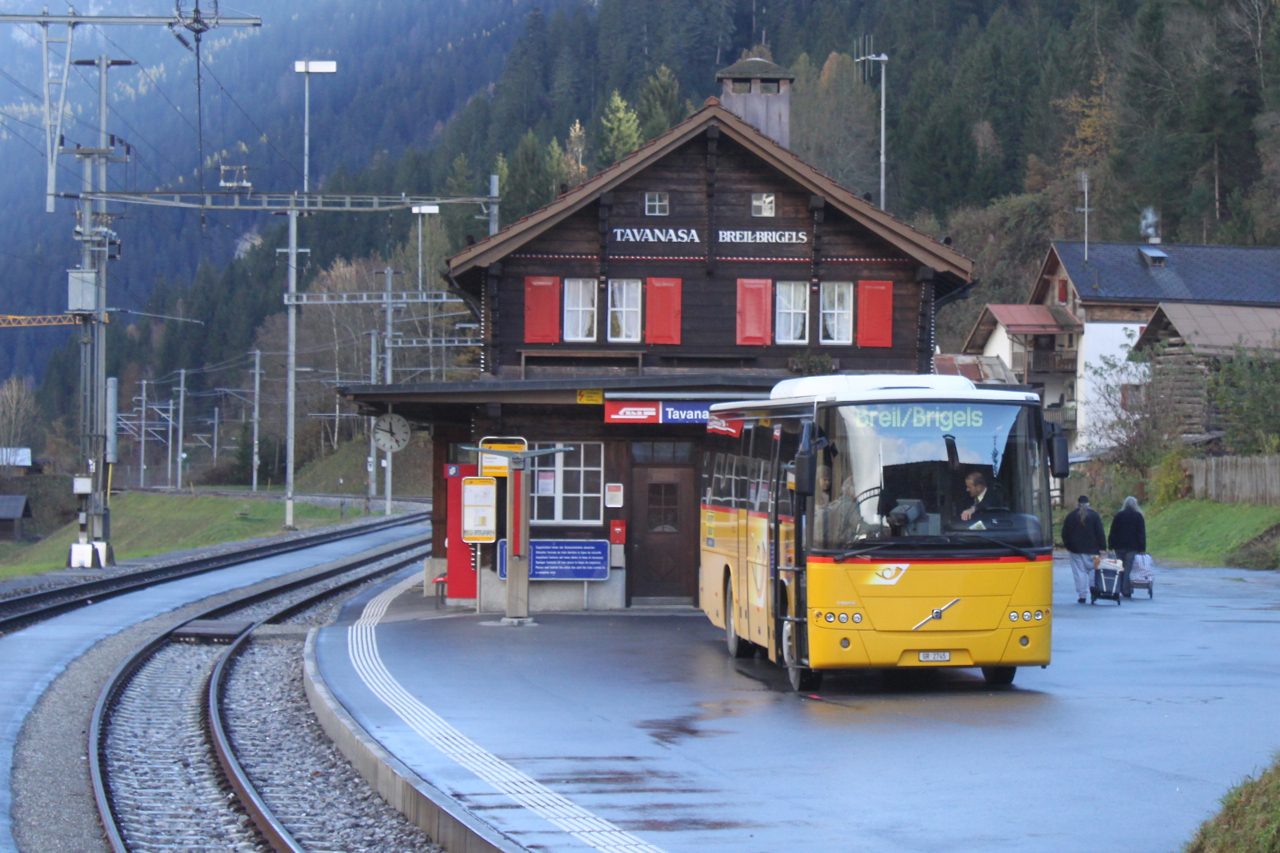
Un bus CarPostal devant une gare ferroviaire en Suisse.

L'intermodalité consiste à combiner plusieurs modes de transport pour un même trajet : trains et vélos en libre-service, ou avion et taxi par exemple, pour le transport de passagers, ou train et camion pour les marchandises.
Le développement du transport sur rail est également préconisé pour sa plus grande efficacité énergétique. Selon une communication scientifique publiée dans la revue Nature en 2020, il faudrait passer des avions et voitures, aux bus et aux trains, sans oublier la marche et le vélo.
La mobilité individuelle revêt des formes nouvelles dont l'autopartage et le covoiturage. Ce dernier relève de la catégorie de l'efficacité énergétique car la consommation d'énergie par personne est inversement proportionnelle au nombre de passagers. L'autopartage constitue un changement de paradigme, car une nouvelle forme de consommation émerge, qui devrait favoriser l'intermodalité : on ne possède plus de voiture, on en utilise une en fonction de ses besoins (économie de fonctionnalité). Cette valeur d'usage favorise également un usage plus intensif voire optimal des véhicules, et donc une moindre énergie grise. La ville est concernée mais aussi la campagne. La voiture y règne en maître, mais son emprise pourrait reculer,.

#### Premiers et derniers kilomètres

##### Covoiturage sur courte distance
Dans les années 2010, des start-ups développent des lignes de covoiturage à courte distance,,,.

##### Transport à la demande
Aux Pays-Bas, les bus de quartier sont conduits par des chauffeurs bénévoles. Ces bus de huit places desservent une ligne fixe et marquent des arrêts réguliers, mais ils peuvent prendre et déposer des passagers en dehors des arrêts prévus dès lors que les conditions de sécurité le permettent.

##### Cyclologistique
La cyclologistique permet d'assurer la dernière étape de la chaîne logistique, dite logistique du dernier kilomètre, ainsi que certains déménagements.
Les vélos cargos sont un outil privilégié de cette activité. Certains magasins prêtent des vélos cargos électriques à leurs clients.

#### Fret
L'efficacité énergétique des transports sur rail est encore plus nette pour le transport de marchandises : alors que la masse des voyageurs représente à peine 15 % de celle d'un train, les marchandises peuvent en représenter plus des deux tiers. La faible résistance au roulement du contact rail-roue, et partant, l'excellente efficacité énergétique qu'il permet, est la raison principale pour laquelle des réseaux ferrés sont encore exploités au XXIe siècle en Amérique du Nord, terre de l'automobile et de l'aviation commerciale. À l'instar de l'intermodalité, le transport intermodal est appelé à jouer un rôle important dans la transition énergétique[réf. souhaitée].
En Suède, une route électrique pour camions entre dans une phase de test. Un camion hybride est raccordé à des caténaires, situées 5 m au-dessus de la chaussée, via un pantographe. En Allemagne, dans le Schleswig-Holstein, une expérimentation similaire est menée en 2019 et la Hesse a un projet en préparation,. La Grande-Bretagne s'apprête également à tester les autoroutes électriques (e-highways).
Ces routes et e-highways pourraient concurrencer le transport sur rail, considéré comme le pilier du transport durable,. TSP prévoit un report modal important de la route vers le ferroviaire et le fluvial.
Selon une étude menée par The Shift Project en 2020, l'optimisation de la distribution des achats en ligne permettrait une décarbonation significative de cette dernière étape du transport de marchandises. Le papier et le carton, qui entrent dans la composition des emballages, ont vu leur consommation augmenter fortement, ce qui exerce une influence néfaste sur la forêt.

### Énergies dans les véhicules
Selon l'Öko-Institut, l'Europe doit réduire les émissions de gaz à effet de serre liés au transport de 94 % d'ici 2050 si elle veut atteindre l'objectif d'une augmentation des températures limitée à 2 °C.
Les carburants issus des plastiques par pyrolyse sont considérés comme plus émissifs que les produits pétroliers eux-mêmes.

#### Biocarburants
Les associations de protection de l'environnement posent un regard très critique sur les biocarburants de première génération,, (sauf le biogaz). Ainsi, en mars 2022, alors que le risque d'une pénurie alimentaire menace, l'Europe continue à transformer 10 000 t de blé par jour en éthanol destiné au transport automobile,. Selon Transport et Environnement, les biocarburants ne vont pas permettre de réduire les émissions de CO2 dans l'aviation.
L'huile de palme est retirée de la liste des produits bénéficiant d'une exonération fiscale au titre des biocarburants en 2018. La décision est confirmée par le Conseil d'État le 24 février 2021.
En plus d'un bilan climatique décevant, les biocarburants conventionnels ont un impact négatif sur la biodiversité, la qualité de l’eau, de l’air et des sols. De plus, la combustion des biocarburants génère des polluants atmosphériques.
En Europe, on limite l'utilisation des biocarburants de première génération, au profit des biocarburants de deuxième génération (bois, paille, résidus agricoles et forestiers, etc.). Les premiers, qui viennent en concurrence avec l'alimentation, peuvent présenter des bilans CO2 moins bons que les combustibles fossiles quand on tient compte du changement de l'usage des sols que leur production induit, notamment quand ils sont produits à base de palme ou de soja,,. Le biogaz présente alors un bon compromis. Selon Bernard Favre, la photosynthèse affiche un rendement « faible (< 1 %), et restera largement moins efficace que les solutions « électriques » quelles qu'elles soient, notamment l'utilisation de l'énergie solaire », (voir Densité surfacique de puissance : Production d'énergie). Les graisses animales, résidus de la production de viande, sont également utilisées.
L'association négaWatt affirme son attachement aux véhicules thermiques au biogaz, en particulier en milieu rural,. Le biogaz constitue un gros pilier du scénario négaWatt, bien que son développement fasse l'objet de critiques (voir Biogaz : Critiques). Plus nuancée, France Nature Environnement souligne également les avantages du biogaz en matière de mobilité, à condition de ne pas détourner les cultures d’une production alimentaire vers la production énergétique, ni faire de la méthanisation une caution verte pour l’agriculture industrielle, ni ralentir les démarches de prévention des déchets organiques.
Selon une étude de l'IFPEN réalisée en 2022 pour le Syndicat national des producteurs d'alcool agricole, l'Association interprofessionnelle de la betterave et du sucre et Intercéréales, publiée à la veille d'une réunion du trilogue européen (Conseil de l'Union européenne, Commission européenne et Parlement européen) sur l'avenir de la voiture thermique en Europe, le bilan CO2 d'un modèle compact (segment C) hybride rechargeable utilisant du bioéthanol E85 serait identique à celui d'un modèle équivalent 100 % électrique, du fait de l'énergie grise dépensée pour fabriquer la batterie,.

#### Électricité
La voiture électrique participe de la décarbonation des transports.
En matière de changement climatique et de qualité de l'air, les voitures électriques sont préférables aux voitures thermiques selon l'Agence européenne pour l'environnement. L'Union européenne (UE) promeut la voiture électrique au motif que la part d'énergies renouvelables y est la plus importante. La Fabrique de l'industrie suggère le recours à des voitures électriques « moyennes », pas trop lourdes.
En 2030, en Europe, la demande en électricité de ces voitures devrait représenter entre 4 et 6 % de la production. En 2050, dans l'Union européenne, avec 80 % de voitures électriques, la demande en électricité de ces voitures devrait correspondre à 9,5 % de la production. Le commissaire de l'UE chargé du marché intérieur affirme que la production d'électricité aura doublé d'ici 2050 en Europe.
Jean-Marc Jancovici prend position pour un développement du train et du vélo, une mesure facile et peu coûteuse au regard des enjeux et des autres mesures à prendre pour parvenir à la décarbonation de l'économie,.

## Modes de propulsion

### Propulsion humaine

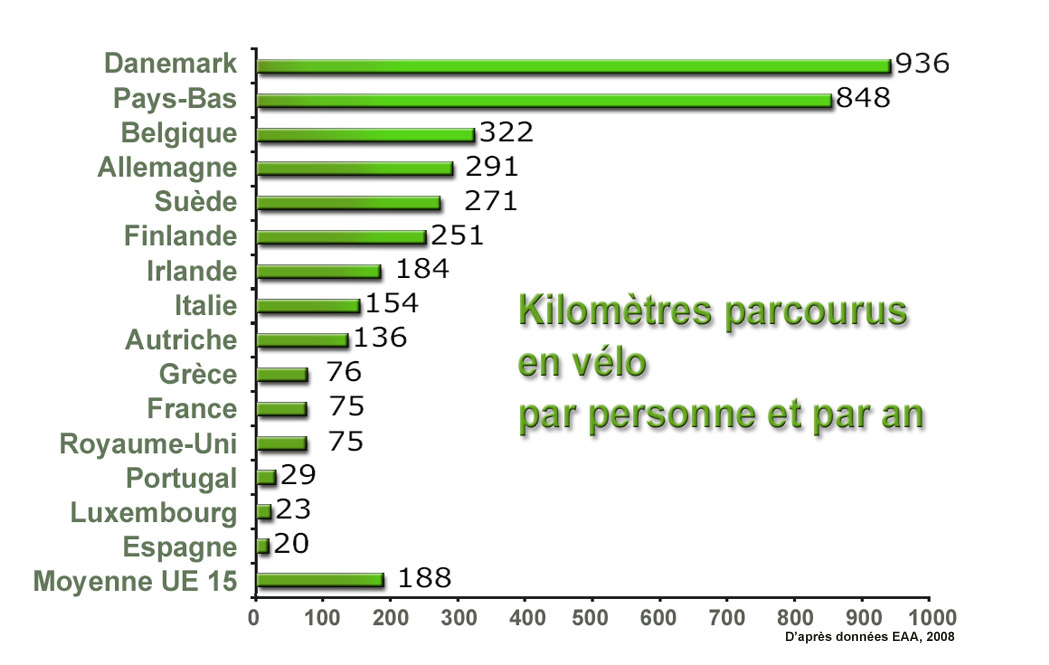
Nombre moyen de kilomètres annuellement parcourus à vélo, selon les pays.

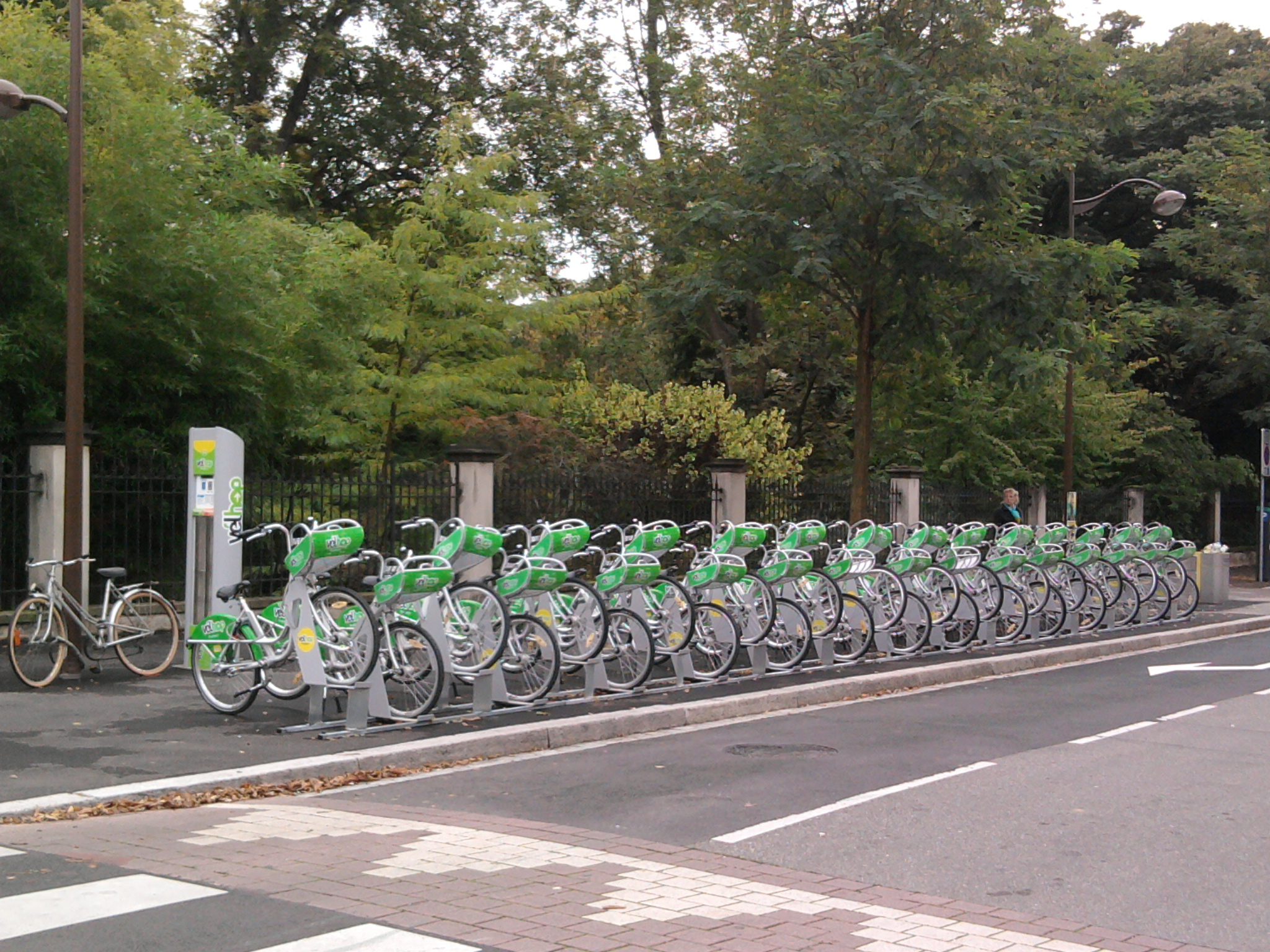
Station Vélhop à Strasbourg.

En dehors du vélo, du vélo couché et des rollers, de nombreuses formes de véhicules à propulsion humaine ont été conçues, principalement terrestres, mais aussi aériens et aquatiques, par exemple les sous-marins à propulsion humaine.
La bicyclette connaît un regain d'intérêt, notamment pendant la pandémie de Covid-19,. Certains observateurs estiment que ce phénomène devrait se poursuivre après la pandémie.
Selon Frédéric Héran, la faible croissance économique est un atout pour la bicyclette, qui coûte moins cher que la voiture, aussi bien pour l'utilisateur qu'en matière d'aménagements publics,.
L'Organisation mondiale de la santé cite le vélo parmi les activités physiques qu'elle recommande pour réduire le risque de maladies non transmissibles et améliorer la santé générale de la population.
Dans les centres-villes le vélo devrait soulager les transports en commun que l'engorgement guette et il pourrait regagner ses lettres de noblesse en périphérie, et assurer des trajets de longueur non négligeable en périphérie et vers les arrêts des transports en commun. Les métropoles pionnières en France sont avant tout Strasbourg, mais plus récemment Bordeaux, Toulouse, Nantes et Grenoble. Parmi les villes moyennes, La Rochelle et Colmar sortent du lot.
Le Land du Bade-Wurtemberg envisage la création d'une dizaine de rues cyclables rapides d'ici 2025, sur le modèle des autoroutes. Rien qu'autour de Karlsruhe, la création de trois voies dédiées aux bicyclettes est prévue.

### Propulsion assistée, ou motorisée légère
Les engins de déplacement personnel motorisés, généralement légers et à motorisation électrique, sont une catégorie intermédiaire entre les véhicules à propulsion humaine et la voiture. Les vélos électriques en font partie, mais aussi les trottinettes électriques, les gyroroues et les hoverboards.
En France, sept associations approuvent le bonus dont bénéficie le vélo électrique à partir de février 2017, lequel « permet de réduire la pollution de l’air par rapport aux deux-roues motorisés et aux voitures, tout en allégeant les efforts et la sur-ventilation des cyclistes fragiles » et représente « une solution pour la nécessaire réduction des émissions de gaz à effet de serre des transports, en particulier en zone périurbaine ou rurale où les solutions de transports publics sont moins développées ». En Allemagne, l'association de protection de la nature Naturschutzbund Deutschland assure ouvertement la promotion du vélo électrique.

### Propulsion éolienne
Essentiellement maritime, l'histoire de la navigation à voile a démontré l'efficacité de ce mode de transport. De nouveaux véhicules à propulsion éolienne sont en cours de développement et d'essai. Dans le domaine maritime, la catégorie des voiliers des airs exploite l'énergie éolienne tout en offrant aux passagers un confort stable et une vitesse de déplacement efficace. Les voiliers des airs Zeppy 2 et Aerosail sont les premiers prototypes ayant effectué des vols de démonstration.
Le vent est une énergie utilisée essentiellement pour la navigation de plaisance. Néanmoins, les navires de commerce pourraient diminuer leurs consommations grâce à des voiles.
Certains navires à voile sont encore utilisés comme cargo. Des navires hybrides (voile/Diesel/électricité) permettent de s'affranchir de la vitesse et du sens du vent.
Les rotors à effet Magnus, connus depuis les années 1920, restent cantonnés à une source de propulsion d'appoint et sont très peu développés.

### Propulsion solaire

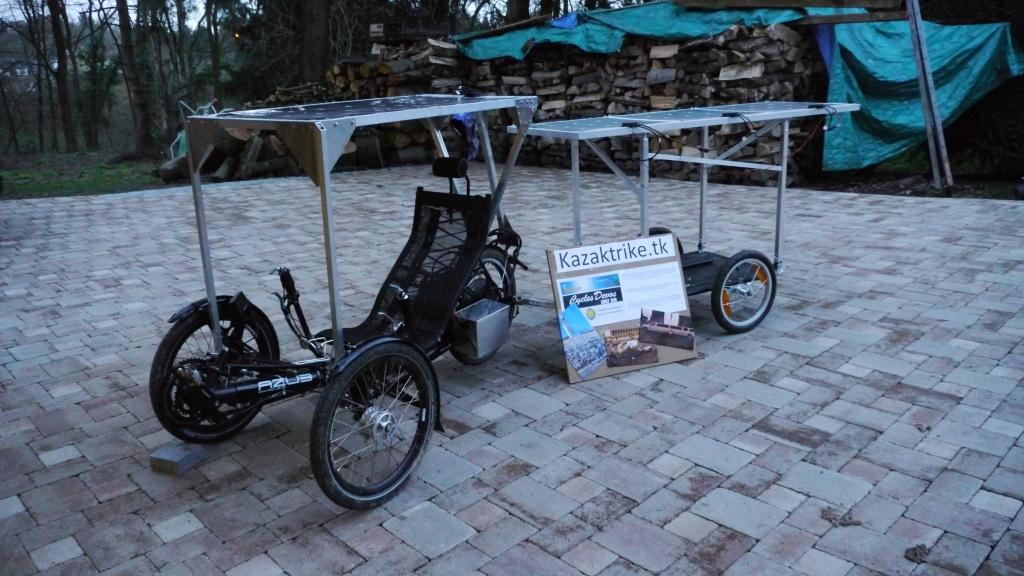
Vélo « trike » électrique solaire.

Les véhicules solaire existants en 2016 ont une autonomie et une capacité d'emport limité du fait de la capacité et du poids des batteries. On peut citer :

#### Véhicules terrestre
Certains véhicules à pédales sont équipés de panneaux photovoltaïques pour fournir de l'énergie a un moteur électrique via des batteries. Dans le cas de l'image ci-contre, il s'agit d'un vélo électrique solaire équipé ou plus précisément un trike puisqu'il est équipé de trois roues. Le véhicule d'environ 50 kg est très efficace pour des déplacements avec bagages sur des longues distances. Il peut recharger ses batteries en une journée d'été.

#### Navires
Des bateaux solaires circulent essentiellement sur les cours d'eau et les lacs. Des navires solaires maritimes comme le PlanetSolar voient également le jour à partir de 2010.

#### Avion
Les quelques avions solaires existant ont une capacité d'emport et une autonomie limitées. En 2016, Solar Impulse 2 a effectué un tour du monde en 17 étapes.

### Propulsion animale
L'usage d'animaux pour le transport ou la traction de véhicules adaptés a été, jusqu'à l'invention de la locomotive à vapeur au début du XIXe siècle, le seul mode de transport terrestre alternatif à la marche à pied.
Elle connaît récemment un certain retour dans le monde agricole et pour l'entretien des parcs et espaces publics dans les centres urbains. C'est par exemple le cas à Besançon où la tonte du parc de la « Gare d'Eau » est réalisée par des traits comtois. Elle est aussi utilisée pour permettre aux touristes et visiteurs du Mont-Saint-Michel de se rendre du parking jusqu'au monument.

## Prospective
Les effets des véhicules autonomes sur l'environnement sont incertains. Certains en attendent une réduction des émissions de gaz à effet de serre, mais plusieurs commentateurs se montrent sceptiques sur cette perspective,,.
Des recherches sur les véhicules électriques autonomes portent sur des véhicules de type « taxis collectifs », ne nécessitant pas de rails et pouvant aussi être rassemblés en « chenilles ».